# 869 هـ
869 هـ هي سنة في التقويم الهجري امتدت مقابلةً في التقويم الميلادي بين سنتي 1464 و1465.

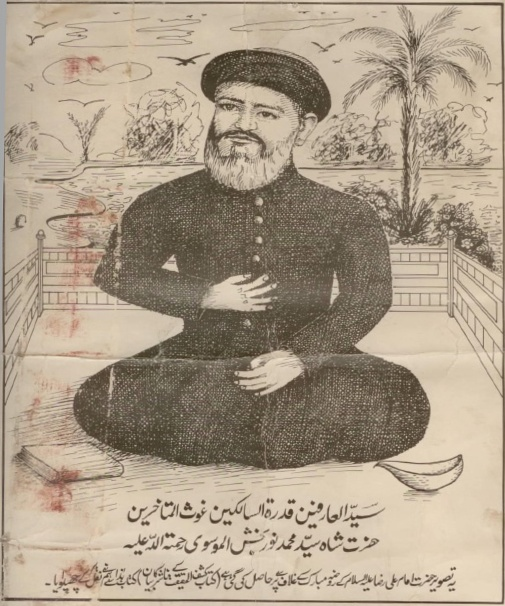
نوربخش الخراساني

## أحداث
- أهل فاس يبايعون محمد بن علي العمراني الجوطي سلطاناً على المغرب بعد سقوط آخر ملوك بني مرين.

## وفيات
- داعي الشيرازي
- نوربخش الخراساني، متصوف وشاعر من أهل خراسان. تنسب إليه الطريقة النوربخشية.
- عبد السلام الأسمر، من فقهاء المالكية وأحد مجددي الطريقة العروسية.
- عبد الحق الثاني المريني، آخر سلاطين المغرب من بني مرين.
- عبد الرحمن بن خليل بن سلامة، مؤلف بشارة المحبوب بتكفير الذنوب.